# Comunità Montana Valli Chisone e Germanasca
Die Comunità Montana Valli Chisone e Germanasca war eine italienische Berggemeinschaft (Vereinigung mehrerer Gemeinden) im Val Chisone und seinem Seitental Valle Germanasca, zweier Gebirgstäler in den Cottischen Alpen.
Die 16 Mitgliedsgemeinden liegen im Westteil der Region Piemont, im Grenzgebiet zu Frankreich.

## Geschichte
Durch den Beschluss 217-46169 des Consiglio Regionale del Piemonte (deutsch: Regionalrat Piemont) vom 3. November 2008 wurde die Comunità Montana Valli Chisone e Germanasca mit zwei weiteren Comunità montane zusammengelegt. So entstand die Comunità Montana Valli Chisone, Germanasca, Pellice e Pinerolese Pedemontano.